# Pierre Dejardin
Pierre Dejardin (7 aprile 1994) è un pentatleta francese.

## Biografia
Ha frequentato l'Institut national du sport, de l'expertise et de la performance (INSEP).
Ha vinto la medaglia di bronzo ai mondiali di Mosca 2016 nella staffetta, gareggiando con Alexandre Henrard.
Ha ottenuto l'argento a squadre agli europei di Nižnij Novgorod 2021 (con Brice Loubet e Christopher Patte) e Székesfehérvár 2022 (con Christopher Patte e Valentin Belaud).

## Palmarès
- Mondiali

Mosca 2016: bronzo nella staffetta;
- Europei

Nižnij Novgorod 2021: argento a squadre;
Székesfehérvár 2022: argento a squadre;